# Youcat – Katekizam za mlade
YouCat (Youth Catechism) je prvi katolički katekizam za mlade vrijedeći za cijelu Crkvu. Djelo je bilo vrlo prodavano u Hrvatskoj. Izvorno je na njemačkom Katholischer Jugendkatechismus. Autori su Christoph Schönborn i drugi suradnici. Ovaj jedinstveni vjerski priručnik pisan jezikom mladih, originalna je i privlačna sadržaja, s mnoštvom fotografija u boji i vrlo atraktivnim grafičkim elementima. Predgovor je napisao papa Benedikt XVI. žarko ga preporučivši svim mladim katolicima, kao nužno sredstvo za upoznavanje vlastite vjere. Na hrvatski ga je preveo Ante Mateljan i objavljen je 2011. godine. Knjiga je već i na hrvatskom jeziku doživjela svoje II. izdanje.
Sadržaj YOUCAT-a podijeljen je u četiri velike cjeline: "Što vjerujemo?" (o vjerskom nauku), "Kako slavimo kršćanska otajstva?" (o sakramentima), "Kako ćemo imati život u Kristu?" (o ćudorednom životu), "Kako trebamo moliti?" (o molitvi i duhovnosti). Ono što je posebice zanimljivo jest da su YOUCAT kreirali i osmislili sami "mladi za mlade", a rađen je pod nadzorom bečkoga kardinala Schönborna, koji je bio i tajnik redakcije Katekizma Katoličke Crkve. Zbog velika uspjeha i prihvaćenosti kod čitateljstva, uskoro je izašao i Youcat – Molitvenik za mlade.